# Olympiakos Nikozja
Olympiakos Nikozja – cypryjski klub piłkarski z siedzibą w Nikozji.

## Sukcesy
- Mistrz Cypru
  - 1967, 1969, 1971
- Puchar Cypru
  - 1977

## Obecny skład
Aktualny na 1 września 2019
| Nr | Poz. | Piłkarz            |
| -- | ---- | ------------------ |
| 1  | BR   | Mario Kirev        |
| 2  | OB   | Paris Psaltis      |
| 3  | OB   | Sambinha           |
| 4  | OB   | Ousmane Sidibé     |
| 5  | OB   | Kiko               |
| 6  | PO   | Eyong Enoh         |
| 7  | PO   | Rogério Silva      |
| 8  | PO   | Rafael Acosta      |
| 9  | NA   | José Romo          |
| 10 | PO   | Giorgos Economides |
| 11 | PO   | Fabrice Kah        |
| 18 | PO   | Landry             |

| Nr | Poz. | Piłkarz                        |
| -- | ---- | ------------------------------ |
| 20 | NA   | Panagiotis Zachariou           |
| 23 | OB   | Constantinos Samaras (Kapitan) |
| 26 | NA   | Azulão                         |
| 27 | PO   | Evgenios Antoniou              |
| 28 | OB   | Constantinos Soteriou          |
| 31 | PO   | Nani Soares                    |
| 32 | PO   | Evangelos Kyriacou             |
| 66 | PO   | Andreas Pachipis               |
| 77 | PO   | Bilal Hamdi                    |
| 91 | BR   | Pavol Bajza                    |
| 93 | PO   | Dylan Duventru                 |
| 99 | NA   | Jonathan Ayité                 |

## Europejskie puchary
Legenda do wszystkich tabel:
- Q – runda eliminacyjna, 1/16, 1/8, 1/4, 1/2 – odpowiednia faza rozgrywek, Grupa – runda grupowa, 1r gr – pierwsza runda grupowa, 2r gr – druga runda grupowa, F – finał, R – runda, PO – play-off
- k. – rzuty karne, los. – losowanie, Dogr. – dogrywka, w. – zasada bramek strzelonych na wyjeździe

| Sezon   | Rozgrywki                 | Runda | Przeciwnik               | Dom | Wyjazd | Ogólnie |
| ------- | ------------------------- | ----- | ------------------------ | --- | ------ | ------- |
| 1967/68 | Puchar Europy             | 1R    | FK Sarajevo              | 2–2 | 1–3    | 3–5     |
| 1969/70 | Puchar Europy             | 1R    | Real Madryt              | 1–6 | 0–8    | 1–14    |
| 1971/72 | Puchar Europy             | 1R    | Feyenoord                | 0–9 | 0–8    | 0–17    |
| 1973/74 | Puchar UEFA               | 1R    | VfB Stuttgart            | 0–4 | 0–9    | 0–13    |
| 1977/78 | Puchar Zdobywców Pucharów | 1R    | CS Universitatea Craiova | 1–6 | 0–2    | 1–8     |
| 2001/02 | Puchar UEFA               | Q     | Dunaújváros FC           | 2–2 | 4–2    | 6–4     |
| 2001/02 | Puchar UEFA               | 1R    | Club Brugge              | 2–2 | 1–7    | 3–9     |
| 2003    | Puchar Intertoto          | 1R    | MFK Dubnica              | 1–4 | 0–3    | 1–7     |
| 2005    | Puchar Intertoto          | 1R    | Gloria Bystrzyca         | 0–5 | 0–11   | 0–16    |